# Pokolj u Višegradu
Pokolj u Višegradu bio je ratni zločin kojeg su počinile srpske paravojne postrojbe na početku rata u Bosni i Hercegovini u proljeće 1992. kada je započeo cijeli niz etničkog čišćenja i masovnih ubojstava bošnjačkih civila u Višegradu.
Prema procjenama, protjerano je oko 14.000 Bošnjaka, a Istraživačko dokumentacijski centar (IDC) registrirao je 1.760 žrtava zločina u Višegradu, od čega 100-tinjak djece, čime je to jedan od deset najvećih pojedinačnih pokolja rata. Međunarodni sud za ratne zločine počinjene na području bivše Jugoslavije (ICTY) navodi da je Višegrad bio podvrgnut “jednoj od najnemilosrdnijih kampanja etničkog čišćenja u bosanskom sukobu”.

## Kronologija
Višegrad je 1991. imao oko 25.000 stanovnika, od kojih su 63 % bili Bošnjaci a 33 % Srbi.
Grad je od početka rata bio strateški važno područje zbog hidroelektrane na Drini te poveznice između Beograda i Sarajeva. Već 6. travnja 1992., snažno naoružana JNA je nakon par dana borbe okupirala i zauzela slabo opremljen grad, ubrzo sastavila "Srpsku općinu Višegrad" te preuzela kontrolu nad prijašnjim općinskim uredima. Milan Simić, potpukovnik JNA, izjavio je da je vojska djelovala kako bi "osigurala mir i sigurnost građana Višegrada" te dodao da su vojnici ušli u grad na "poziv građana". 19. svibnja 1992, JNA se službeno povukla iz grada te ga ostavila pod kontrolom srpskih paravojnih postrojbi koji su pokrenuli kampanju protjerivanja Bošnjaka iz grada. Vladajuća Srpska demokratska stranka (BiH) proglasila je Višegrad „srpskim gradom“. Svi nesrbi su dobili otkaz a ubojstva su postajala sve očitija. Srpske snage, poglavito "Beli orlovi", počele su ubijati stotine Bošnjaka strijeljanjem.
Jedan od preživjelih Bošnjaka, dugogodišnji mještanin Višegrada, ispričao je događaje prije i uoči izbijanja sukoba:
»Ja nisam uopće razmišljao o politici niti me je to zanimalo. Vijesti nisam čitao. Tada su počeli oni skupovi, tada se Milošević pojavio, i tada je odjednom svugdje bio Milošević, svatko je imao Miloševićevu sliku. U druženju tih Bosanaca, 90% je bila zafrkancija – sjedimo, cijepamo se od smijeha, ajmo igrati lopte, ajmo na kupanje i – odjednom svi imaju Miloševićevu sliku. Kad ti vidiš Miloševića, političar je, ima kravatu, odijelo, ne hvata te neka jeza. Malo me je to brinulo, ali ne ozbiljno... Međutim, kada su počeli četnički simboli... Godine 1990. prolazio sam kroz Višegrad. Dolaze ovi iz Srbije, idu na Romaniju, izlaze na most, na ćupriju, sa zastavama, razapinju ih, pjevaju Srbiji. Ti su Srbi u Višegradu poslije počinili ogromne zločine... Srbi iz Višegrada nisu učestvovali u tome ali mi Muslimani u Višegradu došli smo u sukob s onima koji prolaze. Kroz tvoj grad prođe 30.000 vojnika, tenkova, a ja na terasi gledam, prolazi 30.000 vojnika iz Užičkog korpusa, idu prema Dubrovniku.«
Također je opisao pogoršanje stanja:
»Ja sam prolazio putem i vidio – ovdje su ovi, ovdje su oni, i ne pucaju jedni na druge, a mi prolazimo autom. Koliko ti dugo možeš tako? Netko opali metak i – tap. Znači, odluke se donose gore i ti ljudi koji će ih donijeti napraviti će sve da izazovu sukob. Ta kolona tenkova koja je, kao, slučajno napustila glavnu kolonu i krenula preko mosta bila je tu da svjesno izazove reakciju…Većina ljudi koja je ubijala, koja je ubila mog brata, to su ljudi koji su bili nitko i ništa, ljudi koji su vršili pokolj. Kada su došli ovi rezervisti iz Užica nije bilo tog pokolja i oni su govorili – ljudi, kad mi odemo odavde, idite i vi. Čovjek iz Užica kaže – ljudi, bježite, neće dobro biti. Ubojstvo jedne obitelji ili progon čitavog naroda to je vrlo planirana operacija – zna se kada dolazi kamion, tko ih vozi, tko ih ubija, to je mašina kakvu je i Hitler imao. I sada je ta mašina krenula... Ja verujem da je mnogo Srba bilo protiv toga ali su imali pasivni pristup i to je uglavnom tako.«
U travnju i svibnju, nekoliko tjedana zaredom su leševi Bošnjaka bacani gotovo svakodnevno sa slavnog mosta u rijeku. Džamije u gradu su uništene a imovina nesrba je opljačkana. Oni koji nisu ubijeni su deportirani u logor Uzamnica, 5 kilometara izvan Višegrada, ili po drugim lokacijama za zatočenike.
Prema preživjelima, tijekom ubojstva 22 osoba 18. lipnja, skupina Milana Lukića je izvadila bubrege nekoliko ljudi, dok su ostali svezani za automobile te vučeni po podu kroz ceste. Drugom prilikom, Lukić je iz tvornice Varda izveo sedam muškaraca do rijeke te ih sve upucao ispred ljudi. Među gledateljima su bili i žena i kćer jednog od žrtava.

## Paljenje kuća
Za Vidovdan, 28. lipnja 1992., skupina od 70 Bošnjaka, uglavnom iz sela Koritnik, je zaključana u kući na Pionirskoj ulici. Granata je ubačena u kuću te ubila nekoliko njih. Potom je zgrada zapaljena a ljudi unutra su izgorjeli do smrti. Milan i Sredoje Lukić su automatskim oružjem strijeljali one koji su pokušali pobjeći kroz prozore. 59 osoba je ubijeno u kući, uključujući 17 djece u starosti od dva dana do 14 godina, a nekolicina preživjelih su svjedočili tijekom suđenja Lukiću. Dragan Lukač, zamjenik direktora Agencije za istrage i zaštitu BiH, je 2004. usporedio te opise ubojstava s "horor filmom".
Slična situacija dogodila se u Bikavcu: svjedok je opisao kako su Srbi prvo kamenjem razbili prozore kuće, te potom bacili granate u zgradu. Potom su zapalili kuću i mještane unutra, od kojih su mnogi bili žene, djeca i starci. Jedan od svjedoka je rekao na sudu:
»Ljudi su izgorjeli živi u toj kući, svi su plakali; jednostavno ne mogu opisati što sam tada čuo.«

## Paklenik
14. lipnja 1992., tucet bošnjačkih muškaraca je odvojeno od organiziranog civilnog konvoja te je sustavno strijeljan sljedeći dan od vojske bosanskih Srba. Jedini preživjeli, Ferid Spahić, bio je ključni svjedok u sudskom postupku protiv Mitara Vasiljevića i Nenada Tanaskovića. Oko 50 civila je strijeljano a njihovi leševi su bačeni u klisuru Propast.

## Bosanska Jagodina
26. svibnja 1992., organizirani su autobusi koji su trebali deportirati Bošnjake van grada. Kraj Bosanske Jagodine, 17 muškaraca Bošnjaka je istjerano iz autobusa te smaknuto. Njihovi leševi pronađeni su u masovnoj grobnici.

## Barimo
U kolovozu 1992., vojska bosanskih Srba napala je Barimo, zapalila cijelo selo i religijske građevine. Ubijeno je 26 bošnjačkih civila. Najstarija žrtva bila je Halilović Hanka, rođena 1900., a najmlađa Bajrić Fadila Emir, rođen 1980.

## Suđenja
1996., Milan Lukić, Sredoje Lukić i Mitar Vasiljević su optuženi od Međunarodnog suda u Haagu za "istrjebljenje velikog broja civila, uključujući žene, djecu i starce." Sud je zaključio da je u razdoblju između 1992. i 1993. možda ubijeno i tisuće ljudi na tom malom području te da ti pokolji predstavljaju zločin protiv čovječnosti. Presuda je bila sljedeća:
U dugoj, žalosnoj i nesretnoj povijesti čovjekove nečovječnosti prema drugome čovjeku, požari u Pionirskoj ulici i Bikavcu moraju se rangirati visoko...Sudska komora je utvrdila da je postojala jedinstvena okrutnost u brisanju svih tragova individualnih žrtava koja moraju povećati težinu pripisanu tim zločinima.
Sveukupno, Haaški sud i sud u BiH donijeli su sljedeće presude za zločine u Višegradu:
- Milan Lukić  (doživotni zatvor)[9]
- Sredoje Lukić (30 godina)[9]
- Mitar Vasiljević (15 godina)[11]
- Boban Šimšić (14 godina)[21]
- Željko Lelek (13 godina)[22]
- Momir Savić (18 godina)[23]
- Nenad Tanasković (12 godina,[24] smanjeno na 8 nakon podignute žalbe)[25]
- Novo Rajak (14 godina)[26]

## Sjećanja na žrtve
11. kolovoza 2005., novinar Ed Vulliamy opisao je tadašnju situaciju u Višegradu za novine The Guardian:
»Stoljećima, iako su razni ratovi prošli kroz Drinu, Višegrad je ostao grad u kojem su dvije trećine činili Bošnjaci a jednu trećinu Srbi. Zajednice su se miješale a rijetko koga je bilo briga tko je bio koje nacionalnosti. Ali u proljeće 1992., tornado nasilja je pokrenut od bosanskih Srba protiv svojih susjeda Bošnjaka u Višegradu, sa sličnim napadima kroz cijelu dolinu Drine i drugim dijelovima Bosne. Višegrad je jedno od stotine zaboravljenih imena [...] Kao i drugdje, pogrom je obavljen po naredbama Radovana Karadžića i generala Ratka Mladića, koji se još traže zbog optužbe za genocid.«
8. veljače 2008., američki kongersmen John Olver pozvao je na sjećanje na zločine u ratu u Bosni i Hercegovini te je spomenuo i Višegrad:
»Danas, preživjeli se bore s posttraumatskim stresnim poremećajem, siročad još uvijek traži tijela svojih roditelja a nove masovne grobnice se još uvijek pronalaze svugdje po zemlji. Cijeli zapadni Balkan se još uvijek nije potpuno oporavio od nasilnog raspada SFRJ. Ljudska tragedija koje je zadesila Bosnu i njene građane u mjestima koja su slabije poznata, kao što su Bihać, Žepa, Goražde i Višegrad, se moraju ponovno posjetiti i označiti na ispravan način u sjećanje ljudskog iskustva i povijesti.«
Saša Stanišić, jedan od preživjelih katastrofe koji je tada imao 14 godina, opisao je svoj pogled na te događaje u romanu "Kako vojnik popravlja gramofon". U kolovozu 2010., radnici koji su isušivali umjetno jezero radi održavanja brane, su pronašli 60 kostura u vodi. Amor Mašović, ravnatelj Bosanskog instituta za nestale osobe, tvrdi da su kosturi žrtve rata 1992. – 1995. kada su bačene u Drinu te doplivale do jezera Peručać.
24. svibnja 2009., na Mostu Mehmed-paše Sokolovića u Višegradu je održan komemorativni skup u znak sjećanja na 1.760 stradalih ljudi u tom gradu. Sedamnaesta godišnjica od ovoga zločina simbolično je obilježena bacanjem 3.000 ruža u rijeku Drinu te vijenca koji su donijele predstavnice „Žena u crnom“ iz Srbije, a žrtvama je odata počast minutom šutnje. Komemoraciji je prisustvovalo nekoliko stotina Višegrađana i gostiju iz drugih gradova zemlje i inozemstva, dok su s višegradske ćuprije i ovaj put upućene brojne poruke da pravda i istina moraju biti zadovoljene a zločinci odgovarati pred sudom. Predsjednica Udruženja “Žene u crnom“ iz Beograda, Staša Zajević, izjavila je na toj ceremoniji:
»I onda kada se događao zločin i sada smatramo to činom fašističke agresije. Hvala vam što imate povjerenja i ukazujete nam čast da učestvujemo u vašem bolu, da vam iskažemo saučešće, suosjećanje i solidarnost i hvala vam zbog topline i razumijevanja kojom primate ovu skromnu gestu elementarne čovječnosti i moralne dužnosti. Mi možemo osuđivati zločine svoje ili bilo koje zemlje, ali mi se možemo stidjeti i osjećati krivim samo zbog zločina naše zemlje i onog što su učinili u naše ime. Hvala vam što nam pomažete da ublažimo to užasno osjećanje bola, stida, sramote i ogorčenosti a mi nikada nećemo zaboraviti odakle dolazimo.«